# エーダーハイム
エーダーハイム (ドイツ語: Ederheim) はドイツ連邦共和国バイエルン州シュヴァーベン行政管区のドナウ＝リース郡に属す町村（以下、本項では便宜上「町」と記述する）で、ネルトリンゲンに本部を置くリース行政共同体を構成する自治体の一つである。

## 地理
エーダーハイムは、ネルトリンガー・リース内に位置し、アウクスブルク開発計画地域に含まれる。

### 自治体の構成
この町は、公式には10の地区 (Ort) からなる。このうち小集落や孤立農場などを除く集落を以下に列記する。
- クリストガルテン
- エーダーハイム
- ヒュルンハイム
- タールミューレ

## 歴史
エーダーハイムは8世紀に、フランケン王領のフルダ修道院への寄進に関連して初めて文献上に記録されている。ヒュルンハイム家は1273年以前にはすでにエーダーハイムの保護権を保有していた。その後のエッティンゲン伯領は、1751年以後ドイツ騎士団のエリンゲン指令管区に属した。1806年のライン同盟によりこの町はバイエルン領となった。ドイツ騎士団は正式には1809年に解散したのであるが、バイエルンは陪臣化の時代（1805年から1806年）にすでにドイツ騎士団領を接収していた。

### 人口推移
- 1970年 943人
- 1987年 1,005人
- 2000年 1,125人

## 行政
首長は
- 2008年まで、カール＝ハインツ・シュテクマイアー (Freie Wählergemeinschaft)
- 2008年から2020年まで、カロリーネ・ツェーンプフェニヒ (Freie Wählergemeinschaft Ederheim)
- 2020年から、ペトラ・アイゼレ (Frauen-Jugend-SPD)[3]

である。
町議会は12議席からなる。

## 経済と社会資本

### 教育
- 基礎課程学校

## 引用
1. ↑  https://www.statistikdaten.bayern.de/genesis/online?operation=result&code=12411-003r&leerzeilen=false&language=de Genesis-Online-Datenbank des Bayerischen Landesamtes für Statistik Tabelle 12411-003r Fortschreibung des Bevölkerungsstandes: Gemeinden, Stichtag (Einwohnerzahlen auf Grundlage des Zensus 2011)
2. ↑  Bayerische Landesbibliothek Online
3. ↑  “Bürgermeisterwahlen VG Ries Wahlabend - Gemeinde Ederheim”. 2021年4月3日閲覧。